# Бузове (Богодухівський район)
Бузове́ — село в Україні, у Краснокутській селищній громаді Богодухівського району Харківської області. Населення становить 33 осіб. До 2020 орган місцевого самоврядування — Качалівська сільська рада.

## Географія
Село Бузове знаходиться на відстані 2 км від села Качалівка. До села примикає село Шевченкове. По селу протікає пересихаюча Балка Бузова.

## Назва
Назву селу дала балка Бузова, що проходить по околицях Щербанівки і Рудівки.

## Історія
Бузове складається з двох хуторів — Щербанівка і Рудівка, що знаходяться на відстані 0,5 км один від одного.
Щербанівка була заснована у І половині ХІХ століття державними селянами вихідцями з Краснокутська. Щербанівка входила до складу Качалівського Сільського Правління Краснокутської волості.
Рудівка збудована у 1911—1912 роках під час Столипінської аграрної реформи, її заселили вихідці з села Шевченкове (тоді хутір Ковальчинський), яке заходиться на протилежному боці балки Бузова.
У 1926 році у Бузовому налічувалося 20 будинків та 88 мешканців. З другої половини XX століття в результаті визнання Бузового неперспективним та урбанізації чисельність населення постійно зменшується.
12 червня 2020 року, розпорядженням Кабінету Міністрів України № 725-р «Про визначення адміністративних центрів та затвердження територій територіальних громад Харківської області», увійшло до складу Краснокутської селищної громади.
19 липня 2020 року, в результаті адміністративно-територіальної реформи та ліквідації Краснокутського району, село увійшло до складу Богодухівського району.